# Bataille de Cheikh Meskin
Guerre civile syrienne
Batailles
La bataille de Cheikh Meskin a eu lieu pendant la guerre civile syrienne.

## Déroulement

Offensive loyaliste sur la ville de Cheikh Meskin :
Zone contrôlée par le gouvernement syrien et ses alliés
Zone contrôlée par les rebelles

Le 28 décembre 2015, l'armée syrienne lance une offensive dans le gouvernorat de Deraa et attaque la ville de Cheikh Meskin et la base militaire de la Brigade 82, conquise un an plus tôt par les rebelles. La zone est considérée comme stratégique dans la province. Les loyalistes sont appuyés par les miliciens du Hezbollah et sont soutenus par l'aviation russe qui joue un rôle déterminant. Rapidement, ils prennent le nord et l'est de Cheikh Meskin,. 
Les rebelles appellent alors à la mobilisation générale et des renforts affluent de toute la province. Les forces du Front du Sud et du Front al-Nosra mènent une contre-offensive et, dans les derniers jours de décembre, elles parviennent à freiner la progression des forces loyalistes et à reprendre une partie de la Brigade 82.
Les loyalistes poursuivent cependant leur offensive et après des combats acharnés ils parviennent à prendre la ville de Cheikh Meskin le 25 janvier. Les rebelles sont repoussés vers l'ouest,.

## Pertes
Les combats font plusieurs centaines de morts, les rebelles reconnaissent la mort de 210 de leurs combattants. Côté loyaliste, Leith Fadel, journaliste pour le média pro-régime Al-Masdar News, indique que selon une source militaire, 98 soldats au total ont été tués dans l'offensive, tandis que les pertes rebelles sont estimées à environ 300 ou 400 hommes mais sans pouvoir être confirmées.